# Миронов, Дмитрий Юрьевич
Дми́трий Ю́рьевич Миро́нов (род. 13 октября 1968, Хабаровск) — российский государственный и политический деятель. Помощник Президента Российской Федерации с 12 октября 2021. Губернатор Ярославской области с 19 сентября 2017 по 12 октября 2021 (врио 28 июля 2016 — 19 сентября 2017). Руководитель рабочей группы по молодежной политике Государственного совета Российской Федерации (с 2018 года).  Бывший сотрудник органов государственной охраны и органов внутренних дел. Генерал-полковник полиции (2022).

## Биография
Родился 13 октября 1968 года в Хабаровске.
Происходит из семьи потомственных военных.
В 1990 году окончил Московское высшее общевойсковое командное училище, по специальности «инженер по эксплуатации бронетанковой и автомобильной техники», получил диплом и звание лейтенанта. В 1991 году, будучи курсантом, был отобран в Кремлёвский полк, был назначен в комендатуру Кремля, где отвечал за организацию спортивных и праздничных мероприятий.

### Служба в КГБ СССР и ФСО России
С 1990 года — на службе в КГБ СССР, а после реорганизации его в 1991 — в органах государственной охраны Российской Федерации. Был награждён орденом «За заслуги перед Отечеством» IV степени с мечами.
В 2010 году обеспечивал безопасность, в поездке из Хабаровска в Читу на жёлтом хетчбэке LADA Kalina, премьер-министру Владимиру Путину.

### Служба в МВД России
В 2013 году перешёл на службу в МВД России, где стал помощником министра внутренних дел Владимира Колокольцева.
В Главном управлении уголовного розыска
Указом Президента Российской Федерации от 18 февраля 2014 года был освобождён от прежней должности и назначен первым заместителем начальника Главного управления уголовного розыска МВД России Виктора Голованова, одновременно Миронову было присвоено звание генерал-майора полиции. Тогда же был уволен заместитель министра внутренних дел РФ — начальник Следственного департамента МВД генерал-майор юстиции Юрий Алексеев. При этом накануне, 17 февраля, были арестованы высокопоставленные полицейские из Управления «Б» ГУЭБиПК МВД Алексей Боднар и Иван Касауров. А через три дня, 21 февраля 2014, был освобождён от должности начальник ГУЭБиПК МВД России Денис Сугробов.
В Главном управлении экономической безопасности и противодействия коррупции
12 мая 2014 года Миронов был назначен начальником Главного управления экономической безопасности и противодействия коррупции (ГУЭБиПК МВД РФ). Ранее эту должность занимал Денис Сугробов. В тот же день на должность первого заместителя Владимира Колокольцева был назначен начальник охраны Владимира Путина, замдиректора ФСО — Виктор Золотов.
Журналист «Российской газеты» И. Егоров по этому поводу отмечал:

«Надо сказать, что, несмотря на богатый полицейский опыт и высокий профессионализм, Миронову предстоит довольно непростая работа по возвращению управления в нормальное и, главное, рабочее состояние. А ещё ему придется восстанавливать репутацию ГУЭБиПК».
 Имелся в виду скандал с прежним руководителем управления Денисом Сугробовым, его заместителем Борисом Колесниковым и ещё 11 сотрудниками управления, которые были отстранены от службы и арестованы по подозрению в превышении должностных полномочий.
30 июня 2014 года провёл церемонию вручения нового знамени Нижегородской Академии МВД России, профилированной на подготовку специалистов для борьбы с экономическими преступлениями.
1 сентября 2014 года распоряжением президента Владимира Путина Миронов был включён в состав Межведомственной рабочей группы по противодействию незаконным финансовым операциям, работающей с участием представителей Совета Безопасности, Генеральной прокуратуры, Следственного комитета, ФСБ, МВД, Федеральной налоговой службы, Федеральной таможенной службы, Роснаркоконтроля, Минфина, Федеральной службы по финансовому мониторингу, Минэкономразвития, Центрального Банка.
19 июня 2015 года принял участие в заседании Правительственной комиссии по профилактике правонарушений, где выступил с докладом о состоянии дел в борьбе с коррупцией, вопросах взаимодействия с предпринимательским сообществом.
При Миронове в ГУЭБиПК началась масштабная реорганизация, были проведены сокращения.
Заместитель министра внутренних дел
23 декабря 2015  года Миронов был назначен заместителем министра внутренних дел России Владимира Колокольцева. На этой должности он сменил Виктора Кирьянова.
Газета «Коммерсант» подчеркивала:
Люди, знающие Дмитрия Миронова, называют его весьма осторожным и аккуратным человеком, который может быстро освоиться на любой новой должности. Они отмечают, что господин Миронов не был замечен в каких-либо скандальных историях, старался не участвовать в ведомственных интригах и вообще держался в стороне от групп, которые в силу определенных обстоятельств складывались внутри МВД .
Также издание, ссылаясь на свои источники, называло Миронова возможным преемником Колокольцева на посту министра внутренних дел России.
16 февраля 2016 года, параллельно, распоряжением Президента Российской Федерации был назначен ответственным секретарём рабочей группы по мониторингу и анализу правоприменительной практики в сфере предпринимательства.
Указом Президента Российской Федерации от 20 февраля 2016 года присвоено специальное звание «генерал-лейтенант полиции».
14 марта 2016 года сделал развернутый доклад на выездном заседании президиума Госсовета России, которое под председательством Владимира Путина прошло в Ярославле и было посвящено проблемам безопасности дорожного движения.
27 июня 2016 принял участие в открытии IX Всероссийского конкурса профессионального мастерства автоинспекторов на звание «Лучший сотрудник дорожно-патрульной службы Государственной инспекции безопасности дорожного движения Министерства внутренних дел Российской Федерации» с участием прибывших поддержать коллег представителей МВД из Белоруссии, Абхазии, Южной Осетии, Киргизии, Армении, Азербайджана и Туркменистана.

### Во главе Ярославской области

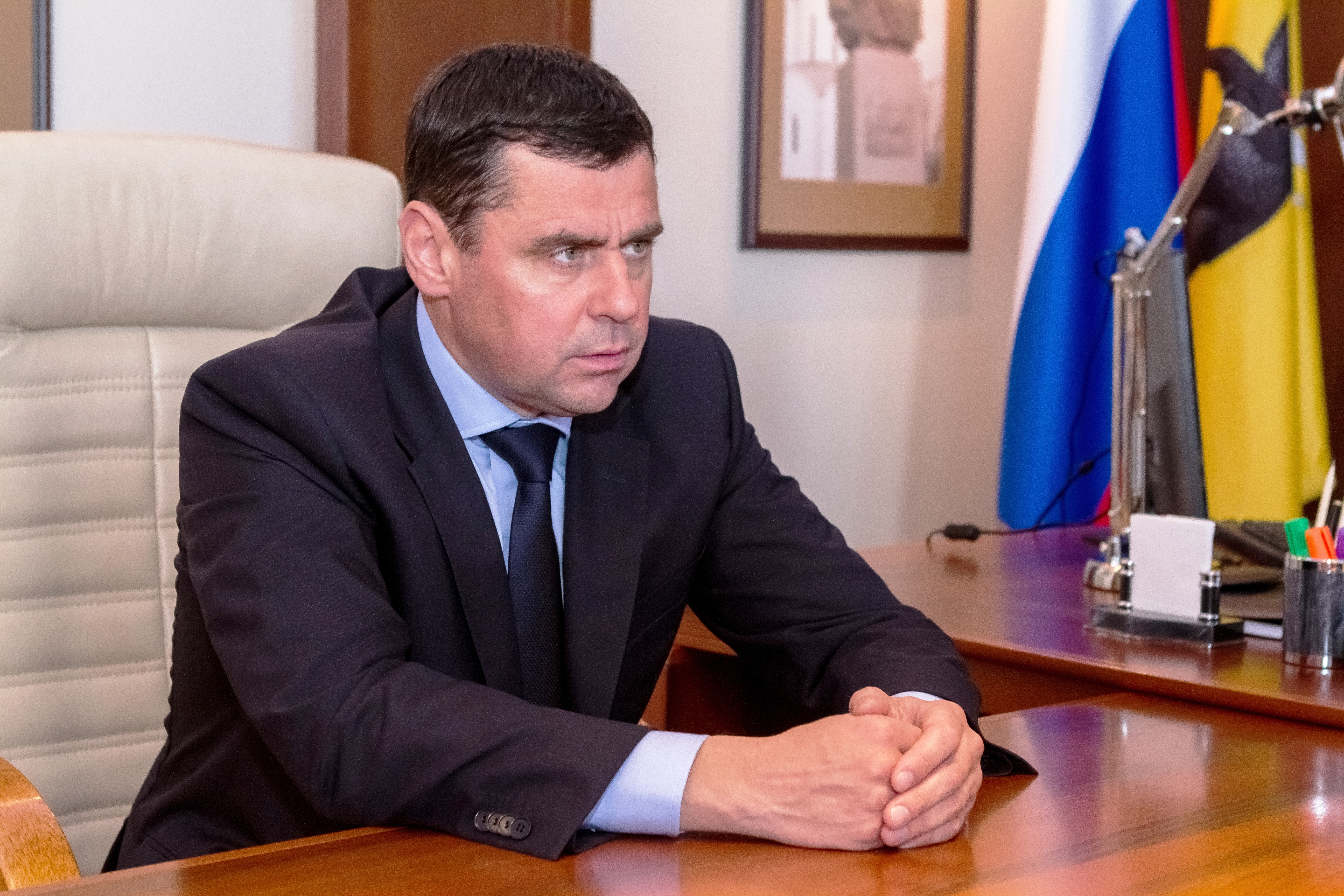
Дмитрий Миронов в кабинете губернатора Ярославской области

27 июля 2016 года Дмитрий Миронов был вызван на беседу к президенту России Владимиру Путину, после чего был назначен временно исполняющим обязанности губернатора Ярославской области до выборов в сентябре 2017 года. Газета «Коммерсантъ» отмечала, что Миронов, как и новый губернатор Тульской области Алексей Дюмин, выходец из охраны Владимира Путина и «являлся одним из адъютантов главы государства».
В июне 2017 года партия «Единая Россия» выдвинула Дмитрия Миронова кандидатом в губернаторы Ярославской области. На состоявшихся 10 сентября 2017, в единый день голосования в России, выборах губернатора Ярославской области Миронов получил 79 % голосов при явке 33,86 %. 19 сентября вступил в должность на 5-летний срок.
После вступления Миронова в должность область получила большой бюджетный кредит от Минфина, пошли инвестиции в регион, «Газпром», ранее свернувший инвестиционную программу в регионе из-за долгов, объявил, что инвестирует в газификацию Ярославской области около 3,3 млрд рублей.
Знаковыми успехами работы команды Дмитрия Миронова стали сохранение за Волковским театром статуса первого русского театра, предотвращение строительства Целлюлозно-бумажного комбината на Рыбинском водохранилище, начало строительства нового корпуса онкологической больницы и волейбольного центра в Ярославле, реконструкция Красноперекопского моста. Также в рамках национального проекта «Безопасные и качественные автомобильные дороги» в данный момент проходит капитальный ремонт Добрынинского путепровода. В регионе активно решается проблема обманутых дольщиков, сдаются проблемные дома. В период управления областью Дмитрием Мироновым впервые за последние два десятилетия началось строительство двух школ в Ярославле и Рыбинске. На данный момент школа в Рыбинске готова более чем на 70 %.
27 декабря 2018 года Дмитрий Миронов возглавил рабочую группу по молодежной политике Государственного совета Российской Федерации.
С 21 декабря 2020 года — член президиума Государственного Совета Российской Федерации.

### Помощник президента
12 октября 2021 года освобождён от должности главы региона по собственному желанию. В тот же день назначен помощником Президента Российской Федерации.
С 25 октября 2021 года возглавляет Совет при президенте Российской Федерации по делам казачества, сменив на этом посту Анатолия Серышева. 2 июня 2022 года возглавил президентскую комиссию по вопросам госслужбы.
С 14 мая 2024 года переназначен помощником президента России.

## Доходы и собственность
Дмитрий Миронов имеет в собственности автомобиль «Mercedes GL-350» (2014 г. вып.), индивидуальную московскую квартиру площадью 128,5 м². и треть доли площадью 74,6 ещё в одной квартире. За 2014 год задекларированные доходы Дмитрия Миронова составили 3.2 млн рублей, за 2015 год — 2.1 млн рублей. За 2020 г. Миронов заработал 2.5 млн руб. и значился индивидуальным владельцем квартиры в Москве площадью 176,3 м², долевым — 74,6 м², а также четырёх машиномест и прежнего «Мерседес Бенца».
До 2016 года владел 128-метровой квартирой в Москве, в элитном жилом комплексе «Золотые ключи». По данным расследования «Важных историй» Миронов использовал распространенную среди чиновников схему получения жилья от государства как нуждающийся. В мае 2016 года в суд поступило исковое заявление от Миронова в котором утверждалось, что он подарил государству квартиру, после чего, как нуждающийся в улучшении жилищных условий, Миронов получил служебную квартиру от Управделами президента по договору социального найма. Далее Миронов снова обратился в суд с просьбой признать договор дарения квартиры договором мены и признать служебную квартиру своей собственностью. В 2017 году квартира площадью 128 м² из декларации Миронова исчезла, но появилась новая — площадью 176 м²..

## Увлечения
Увлекается хоккеем, участвует в матчах Ночной хоккейной лиги. С Владимиром Путиным обычно играет в командах-соперниках.
В 2018 году принял участие в Матче памяти в честь погибшей в 2011 году в авиакатастрофе команды «Локомотив» (Ярославль).
В 2020 году привлёк к себе внимание тем, что якобы лишил первого ярославского губернатора Анатолия Лисицына именной трибуны в построенной тем хоккейной арене. Официального подтверждения участия Дмитрия Миронова в описанной ситуации с бывшим губернатором Ярославской области не существует, предположение о том, что решение принималось при участии Правительства Ярославской области, высказал сам Анатолий Лисицын. Также, по словам Лисицына, ему была предложена другая ложа, от предложения он отказался по личным мотивам. Некоторые региональные эксперты полагают, что конфликт был необходим бывшему губернатору как инструмент возвращения в большую политику.

## Оценки деятельности
По мнению политолога Михаила Виноградова, уход Миронова с губернаторского поста связан с тем, что он не до конца адаптировался в Ярославской области, политолог Алексей Макаркин отмечал что проблемы Миронова также были связаны с коммуникацией: «Регион непростой, там у элит набор запросов к губернатору — к коммуникации с местным населением, еще нужно, чтобы его было видно, чтобы были видны результаты деятельности…».
По данным расследования «Важных историй», за годы исполнения личных поручений Путина, Миронов сильно сблизился с ним, став буквально членом семьи президента и «главным кадровиком путинского режима». Возглавляя ключевую президентскую комиссию по вопросам госслужбы, Миронов представляет президенту досье на того или иного кандидата на высокую государственную должность.

## Семья
Дед по матери, Тимофей Фёдорович Кармацкий, в Великую Отечественную войну командовал батареей, весной 1943 год за мужество при освобождении города Грайворон Белгородской области был удостоен звания Героя Советского Союза, вышел в отставку полковником.
Отец, Юрий Александрович Миронов, всю жизнь прослужил в Центральном спортивном клубе армии (ЦСКА), стал мастером спорта, тренером, получил звание полковника. Длительное время работал на руководящих должностях в Спортивном комитете Минобороны СССР. Отец владеет ЧОПом, получающим подряды от мэрии Москвы на охрану мостов, совладелец компании застройщика «Парус» из Люберец.
Мать, Татьяна Тимофеевна, начинала трудовую деятельность в медицинских учреждениях, а потом работала воспитателем детского сада.
Супруга Татьяна Ляй, бывшая модель. В 2018 году Дмитрий Миронов женился, но нигде это не афишировал. Работает в компании «Петон Химтэк» — крупном нефтегазовом застройщике «Газпрома».
Брат Евгений, вёл бизнес, который связан с «Газпромом», совладелец крупного строительного подрядчика «СК Рустрест».
В начале марта 2020 года Дмитрий Миронов рассказал журналистам, что недавно у него родился сын.

## Награды
- Общественные медали и знаки
- Орден «За заслуги перед Отечеством» IV степени с мечами
- Орден Почёта (15 октября 2018) — за достигнутые трудовые успехи и многолетнюю добросовестную работу[66][67]
- Медаль «В память 850-летия Москвы» (1997)[9]
- Медаль «За отличие в службе» (МВД) I, II и III степеней
- Медаль «За содействие Внутренним войскам МВД России»
- Медаль «За отличие при выполнении специальных заданий» (ФСО России)
- Юбилейная медаль "В память 100-летия восстановления Патриаршества в Русской Православной Церкви (8 февраля 2018)[68].